# Bill Sheridan
William Edward Sheridan, detto Bill (Brooklyn, 11 gennaio 1942 – Lynchburg, 26 dicembre 2020), è stato un cestista e allenatore di pallacanestro statunitense.

## Carriera
Ha guidato i Paesi Bassi ai Campionati europei del 1975.

## Palmarès

### Club
- Campionato olandese: 2

Punch Delft: 1974-75
EBBC Den Bosch: 1980-81
- Coppa d'Olanda: 1

Punch Delft: 1974

### Individuale
DBL Coach of the Year: 2
1974-75, 1976-77